# 珍獣王国
珍獣王国（ちんじゅうおうこく）は、盲目で車椅子のボーカル・ハーモニカ奏者である、山下純一率いるグループ。
2000年に盲目で車椅子のハーモニカ奏者、珍獣王 山下純一の呼びかけにより活動開始。森脇健児のサタデーミーティングなどに出演。

## メンバー
- 山下純一
- 篠原裕

## ラジオ
- 2005年12月31日－ KBS京都ラジオ「森脇健児のサタデーミーティング」出演
- 2005年10月29日 － KBS京都ラジオ「森脇健児のサタデーミーティング」出演
- 2005年9月11,18日 －NHKラジオ第2放送『ともに生きる』珍獣王・山下純一がインタビュアー担当
- 2005年07月17,24日 －NHKラジオ第2放送『ともに生きる』珍獣王・山下純一がインタビュアー担当
- 2005年05月29日 － KBS京都「珍獣王のひとりブルース」スペシャル～けっこう幸せ Yeah!Yeah! 「珍獣王のひとりブルース」の特別篇。
- 2005年4月から － KBS京都「珍獣王のひとりブルース」パーソナリティー担当
- 2005年9月〜2005年3月 － KBS京都「珍獣王・DA-DAの逆境じゃ最強!!」パーソナリティー担当
- 2004年07月28日 － KBS京都「村上祐子のラジオかまい隊!」出演
- 2004年01月03日 － KBS京都「森脇健児のサタデーミーティング」出演

## 関連人物
- 森脇健児
- 渡辺裕薫
- 大野実